# 佐藤ひろ美のひろらじ
『佐藤ひろ美のひろらじ』（さとうひろみのひろらじ）は、佐藤ひろ美がパーソナリティを務めた音泉とBEWE、ランティスのインターネットラジオ番組。
元々は「ひろみたち。」内でBEWEサポータークラブ向けに配信されたネットラジオであり、『佐藤ひろ美のコミデジ+』以来約4年ぶりに音泉で配信という形で復帰した。
128回配信の中で、2015年12月いっぱいで番組を終了することが告知された。

## 出演者

### パーソナリティ
- 佐藤ひろ美

### アシスタント
終了時
蒼井翔太（#60(2013年1月10日) - #138(2015年12月31日)）
S所属の歌手、声優。2012年12月27日配信分で中山からの引き継ぎ回が行われ、翌年2013年からアシスタントを担当。
過去のアシスタント
- 上松範康（Elements Garden）（#2）
- 菊田大介（同上）（#4）
- 中山真斗（Elements Garden）（#3, #5-#22, #25-#46, #48, #49, #51, #52, #54, #56-#59）

当初はアシスタントを据える予定はなかったが、初回にゲスト出演したyozuca*の希望で中山が据えられた。
2012年12月27日配信分をもって、2年半務めたアシスタントを卒業。

## 番組概要
- 「ひろらじ」はかつて「佐藤ひろ美から『ひろみたち。』へのラジオ」の意味であると配信ごとにアナウンスされていたが、2014年4月に『ひろみたち。』が『Sオフィシャルファンクラブ』に移行して以降、略称の説明はなくなった。
- 番組タイトルロゴの下には"HIROMI SATO 10th ANNIVERSARY NEXT DECADE"と記されており、これはひろ美が2010年にアーティスト活動10周年を迎えた『NEXT DECADE - 佐藤ひろ美 10th Anniversary Project -』のアニヴァーサリープロジェクトを記念した番組とされている。
- 2010年12月16日は佐藤が風邪のため配信休止。[2]
- 2011年3月11日に発生した東北地方太平洋沖地震のため、3月24日の配信予定から早め、最小限の電力使用にとどめながら3月18日に#23を収録、翌19日に配信した。内容も大幅に変更となり、自らも岩手県上閉伊郡大槌町出身である佐藤が被災地へのメッセージや思い、行方が分からなくなっている父と叔父といとこについて語った。[3][4]スケジュールの都合で中山は欠席、佐藤単独の放送（BEWE版、ランティス版も同一内容）。その後、番組を1ヶ月（2回）休止後、#24を4月21日（18日収録）に配信。前回に引き続き単独で震災について語り、約5か月中断後、9月8日（#25, 8月31日収録）から配信を再開した。

## 現行コーナー

### 音泉・BEWE共通
佐藤ひろ美×ギター
ギター修行中のひろ美が毎回弾き語りに挑戦するコーナー（2014年現在 休止中）。
佐藤ひろ美の全曲紹介!
ひろ美が歌ってきた曲の中から1曲を選んでその曲について裏話などを披露するコーナー。
ゲストトーク
ひろ美と親交のあるゲストに迎え、お互いに聞きたいことを話したり、第一印象や2人の思い出深いエピソードを語るコーナー。

### BEWEのみ
※BEWEサポーターズクラブ「Sオフィシャルファンクラブ」でしか聴けないコーナー。
ひろ美誕生日を祝う（終了）
毎月「ひろみたち。」のプレミアサポーターに登録されている名前と誕生日を全て読みあげてお祝いするコーナー。2011年3月以降休止していたが、「ひろみたち。」から「Sオフィシャルファンクラブ」への移行に伴い終了。
反省会
ひろ美とアシスタントの2人で繰り広げる反省会および四方山話をするコーナー。

## ゲスト
※ゲスト／アシスタント、#5-#22, #25-#46, #48, #49, #51, #52, #54, #56-#59は中山真斗、#60以降は蒼井翔太
※原則として右側の（）内はユニットのメンバー名。
2015年
- #112（1月8日） ゲストなし
- #113（1月22日） SCREEN mode（勇-YOU-, 雅友）
- #114（2月5日） ゲストなし ※蒼井欠席
- #115（2月19日） ゲストなし
- #116（3月5日） ゲストなし
- #117（3月19日） 飛蘭, μ[9]
- #118（4月2日） ゲストなし
- #119（4月16日） ゲストなし ※佐藤欠席
- #120（4月30日） ゲストなし
- #121（5月14日） 喜多修平 ※蒼井欠席
- #122（5月28日） ゲストなし
- #123（6月11日） μ
- #124（6月25日） 飯塚雅弓 ※蒼井欠席
- #125（7月9日） μ ※蒼井欠席
- #126（7月23日） ゲストなし
- #127（8月6日） ゲストなし
- #128（8月20日） ゲストなし
- #129（9月3日）ゲストなし
- #130（9月17日）ゲストなし
- #131（10月1日）ゲストなし ※佐藤欠席
- #132（10月15日）ゲストなし
- #133（10月29日）ゲストなし
- #134（11月12日）ゲストなし
- #135（11月26日）ゲストなし
- #136（12月10日）ゲストなし ※蒼井欠席
- #137（12月24日）ゲストなし
- #138（12月31日）飛蘭, μ, 新田恵海[10]